# Martin Čechman
Martin Čechman (Ostrov, 20 de outubro de 1998) é um desportista checo que compete no ciclismo na modalidade de pista. Ganhou uma medalha de prata no Campeonato Europeu de Ciclismo em Pista de 2020, na prova de velocidade por equipas.

## Medalheiro internacional
| Campeonato Europeu | Campeonato Europeu  | Campeonato Europeu | Campeonato Europeu     |
| Ano                | Lugar               | Medalha            | Competição             |
| ------------------ | ------------------- | ------------------ | ---------------------- |
| 2020               | Plovdiv ( Bulgária) | Medalha de prata   | Velocidade por equipas |

1. ↑  Competiu na rodada de classificação.